# مسکویت کورنر، کالیفرنیا
مسکویت کورنر (به انگلیسی: Moskowite Corner) یک منطقهٔ مسکونی در ایالات متحده آمریکا است که در شهرستان ناپا، کالیفرنیا واقع شده‌است. مسکویت کورنر ۷٫۲۹۲ کیلومتر مربع مساحت و ۲۱۱ نفر جمعیت دارد و ۲۵۳٫۹ متر بالاتر از سطح دریا واقع شده‌است.